# Tula Museum
Tula Museum ((pap) : Museo Tula) is het nationaal museum van Curaçao, gewijd aan het Afro-Curaçaose erfgoed. Het is gelegen in het noordwesten van het eiland in Bandabou in Landhuis Kenepa. Het gebouw werd in 2005 gerestaureerd en het museum opende in 2007.
Het museum is vernoemd naar Tula, de leider van de grote slavenopstand in 1795. Plantage Kenepa was het startpunt van deze opstand. De permanente collectie, verdeeld over twee verdiepingen, verhaalt over het plantage- en slavenleven op Curaçao.
Naast de tentoonstelling heeft het museum een winkel met handenarbeidartikelen en een café met een Creools-Caribisch-Afrikaans menu.
In februari 2023 brachten koning Willem-Alexander en koningin Máxima een bezoek aan het museum.

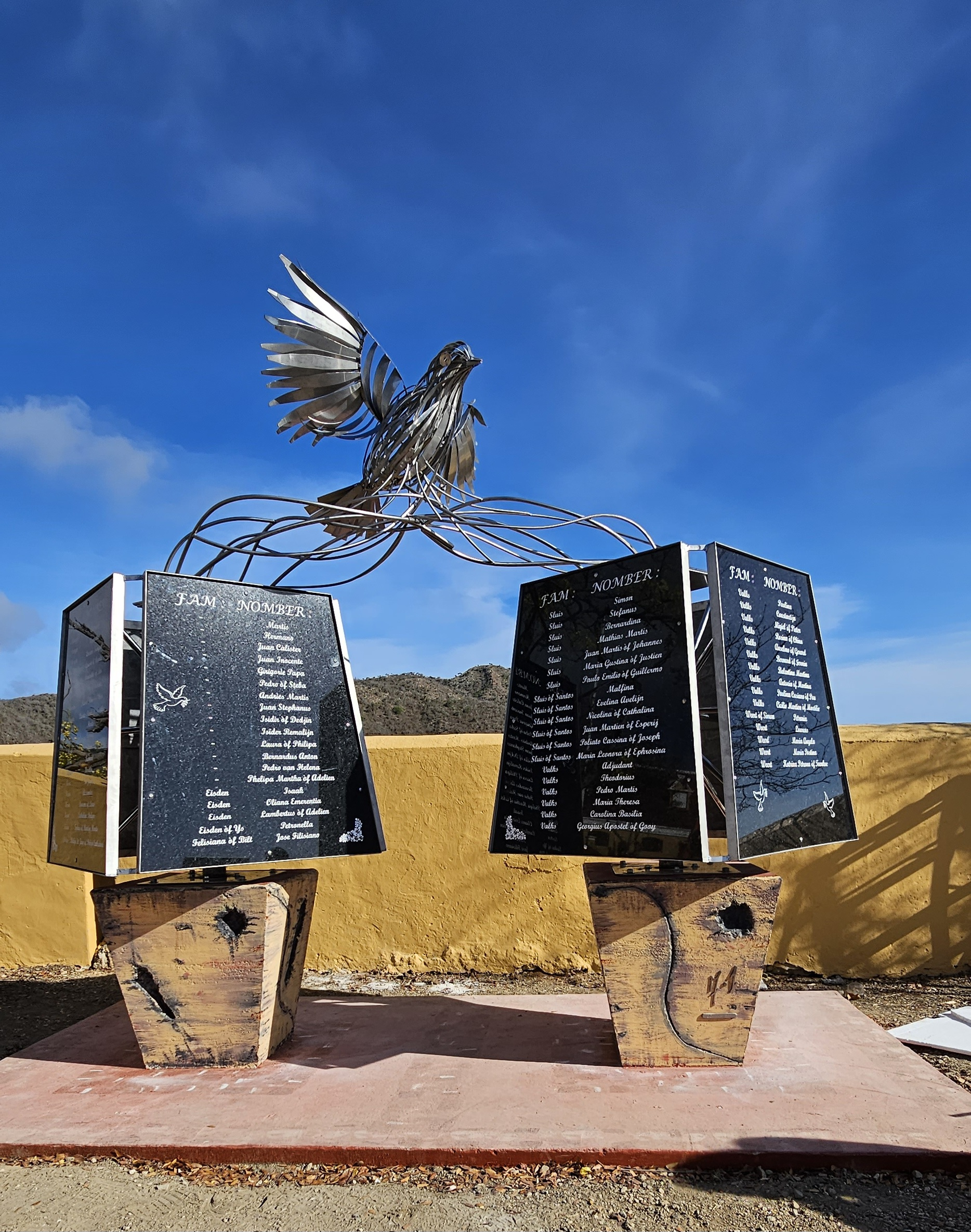
Kunstwerk Libertat Galité van Giovanni Abath